# 都城歴史資料館
座標: 北緯31度42分58.27秒 東経131度3分0.95秒 / 北緯31.7161861度 東経131.0502639度
都城歴史資料館（みやこのじょうれきししりょうかん）は、宮崎県都城市都島町にある市立の歴史資料館。

## 概要
北郷氏 （都城島津氏）の居城であった都之城址本丸跡に、林野庁のモデル木造施設建設事業として建設された城郭風建築物であり、1989年（平成元年）10月20日に開館した。
北郷氏に伝わる古文書や美術工芸品、遺跡出土品などを展示し、都城の歴史や文化を紹介している。

## 施設
木造2階建であるが、中2階があるため、三層になっており、床面積は、860m2。
使用木材の96%は杉材で、3%がひのき材、1%がその他であり、樹齢120年の大柱がある。
屋外に、静山亭という茶室を配している。

## 展示内容
都城の概要
都城全体の立体地形模型及び古絵図を展示
熊襲踊りと関之尾の甌穴
関之尾滝を背景に、熊襲踊りと甌穴の実物大模型を展示
島津家資料室
都城島津氏に伝わる貴重な古文書や刀剣、甲冑、火縄銃等を展示
都城のあゆみ
発掘された石器や土器にはじまり、藩政時代の資料、明治維新や西南戦争の資料等、縄文時代から近現代までの都城の歴史を紹介する展示
戦争資料
太平洋戦争中、都城から飛び立った特攻隊員の遺品や模型飛行機、空襲記録等の戦争資料を展示
人々のいのり
祈願奉納面、石仏や石敢当等を展示
他に、郷土芸能資料や民具も展示しており、企画展示も行っている。

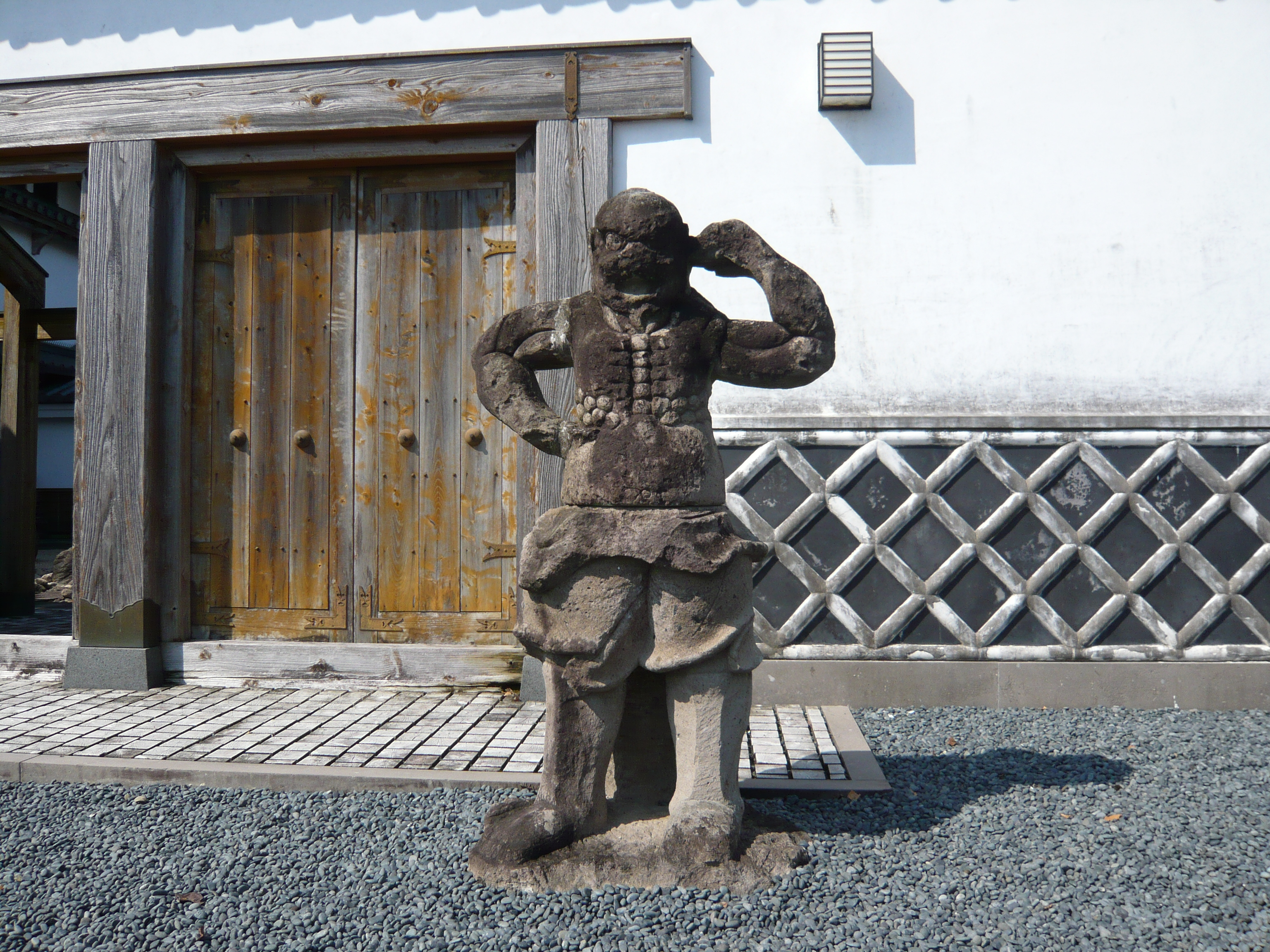
旧竜泉寺^{*}仁王像阿像

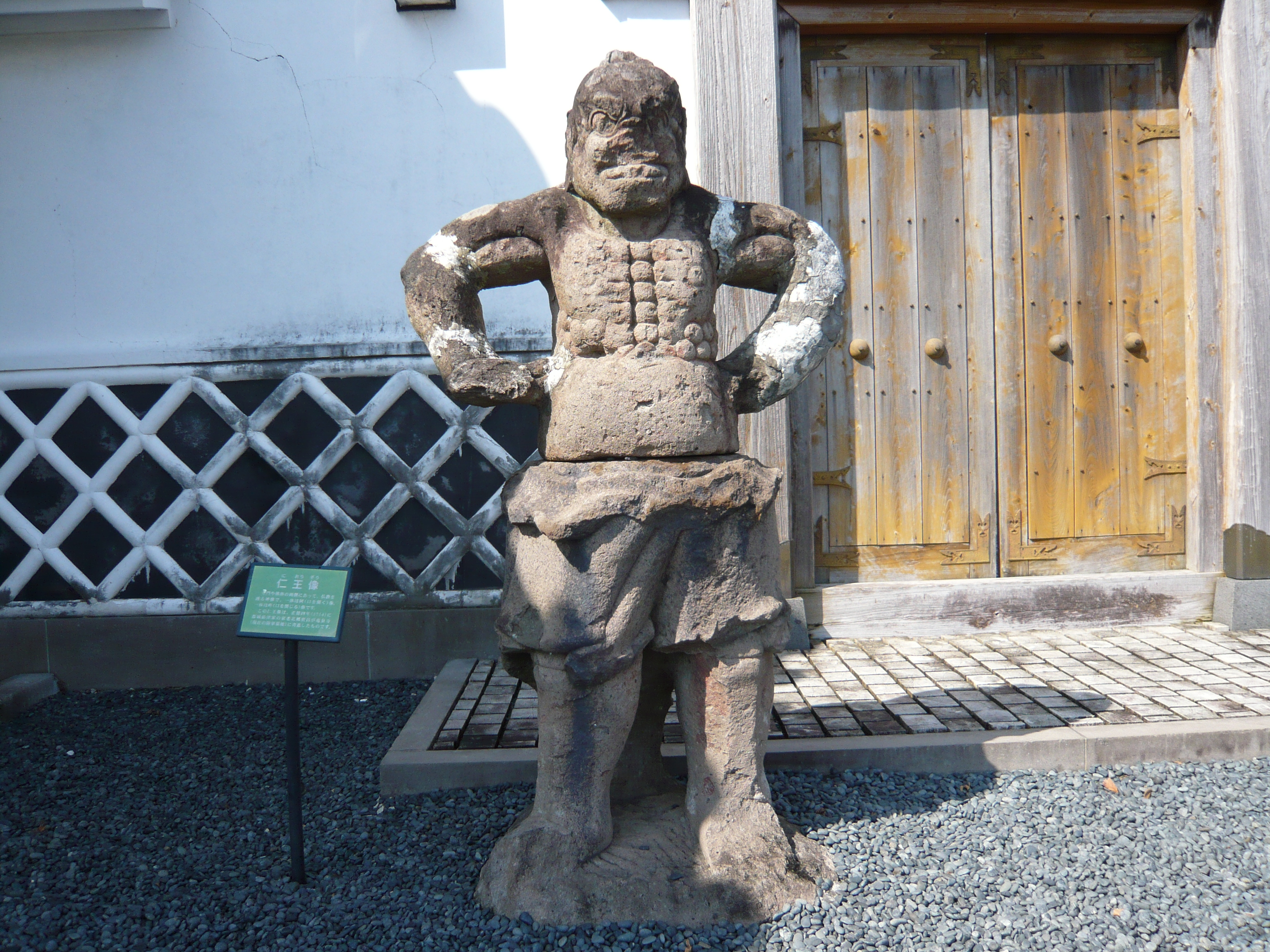
旧竜泉寺仁王像吽像

※ 旧竜泉寺は都之城の北側に位置し、北郷氏の3代・久秀や10代・時久の嫡男相久の菩提寺であった。現在は廃寺。

## 交通
- JR日豊本線 西都城駅下車徒歩約20分、近くにバス停有り